# ريتشارد وليامز (لاعب كرة قدم أمريكية)
ريتشارد وليامز (بالإنجليزية: Richard Williams)‏ هو لاعب كرة قدم أمريكية أمريكي، ولد في 13 أغسطس 1960 في يوستيس في الولايات المتحدة.

## وصلات خارجية
- ريتشارد وليامز على موقع مرجع كرة القدم المحترفة.كوم (الإنجليزية)